# Ischnothyreus deccanensis
Ischnothyreus deccanensis là một loài nhện trong họ Oonopidae.
Loài này thuộc chi Ischnothyreus. Ischnothyreus deccanensis được B. K. Tikader & M. S. Malhotra miêu tả năm 1974.